# Nin (historietista)
Celedenio Frejo Abregón, que firmaba con el pseudónimo Nin, fue un historietista español (Mislata, 29 de agosto de 1932 - Valencia, 16 de enero de 1995), adscrito a la escuela valenciana de historieta humorística.  Su series más destacadas fueron Trompy y Gori-Gori, el fantasma loco. Era hermano del también dibujante Emilio Frejo.

## Biografía
Familiarmente, llamaban Nin a Celedonio cuando era niño. Con trece años, comenzó a estudiar dibujo, pintura y escultura en una escuela de formación profesional y luego en la Escuela Superior de Bellas Artes de San Carlos. Comenzó su carrera profesional en la revista Mariló en 1954 para pasar el año siguiente a "Pumby", donde creó a Trompy.
A partir de 1956, desarrolló nuevos personajes para la revista "Jaimito", entre los que destaca Gori-gori, el fantasma loco.
Desde finales de los sesenta y hasta su muerte, produjo a través de la agencia Bardon Art diversas series para el mercado francés (Glup, le Petit-fils du Chat Botté) y alemán (Fix und Foxi, Schnukels). También colaboró en el suplemento "Pipa" del "Diario de Valencia" en 1981 y posteriormente en la revista "Zipi y Zape" de Ediciones B. Realizó también pinturas durante algunos años.

## Estilo
El estilo de Nin muestra, sobre todo en sus inicios, grandes semejanzas con el de Benejam, depurándose progresivamente en la línea de su hermano Emilio.
Temáticamente la obra de Nin rechaza, sin embargo, el costumbrismo más o menos idealizado de Benejam para buscar la comicidad en la paradoja disparatada. Tuvo un gran talento innato para el desarrollo de sus numerosas historietas llenas de humor y gracia que transmitía en las conversaciones que mantenía con todos aquellos que tenían relación con él.

## Obra
| Aparición  | Título                            | Publicación | Número |
| ---------- | --------------------------------- | ----------- | ------ |
| 1955       | Trompy                            | "Pumby"     | 15     |
| 1956       | Gori Gori, el fantasma loco       | "Jaimito"   | 330    |
| 1956       | Don Meollo el inventor            | "Jaimito"   | 345    |
| 8/04/1961  | Paco el centauro                  | "Jaimito"   | 600    |
| 2/06/1962  | El Monín y su Panda               | "Jaimito"   | 660    |
| 15/09/1962 | Don Espino el buen vecino         | "Jaimito"   |        |
|            | Glup, le Petit-fils du Chat Botté |             |        |
|            | Fix und Foxi                      |             |        |
|            | Schnukels                         |             |        |